# Bruxelles
Bruxelles (în neerlandeză Brussel, în germană Brüssel, în engleză Brussels, în valonă Brussele) este capitala Belgiei, sediul guvernului și parlamentului federal, precum și a mai multor entități federale: Regiunea Capitalei Bruxelles, Regiunea Flandra și comunitățile franceză și flamandă. De asemenea Bruxelles este una din cele trei capitale ale Uniunii Europene (împreună cu Luxemburg și Strasbourg), sediul Organizației Tratatului Atlanticului de Nord (OTAN), a Uniunii Europei Occidentale și a organizației EUROCONTROL.

## Clarificarea termenilor
Termenul Bruxelles este utilizat pentru a desemna comuna propriu zisă Bruxelles (franceză Ville de Bruxelles, neerlandeză Stad Brussel) formată din centrul orașului din interiorul teritoriului pentagonal delimitat de mica centură a orașului, cartierele Laeken, Cartierul European, Bulevardul Louise și Bois, și conține în jur de 150.000 locuitori. De foarte multe ori termenul „Bruxelles” se referă la Regiunea Capitalei Bruxelles, o regiune formată din 19 comune aglomerate în jurul comunei Bruxelles, zona urbanizată dens depășind cu mult teritoriul comunei Bruxelles. Regiunea ocupă 162 km² și are peste un milion de locuitori, fiind una dintre cele trei regiuni ale statului federal Belgia.
Prin extensie, termenul Bruxelles poate de asemenea să denumească prin metonimie instituțiile Uniunii Europene, de cele mai multe ori Comisia Europeană.

## Statutul lingvistic
Bruxelles este oficial bilingv, limba franceză și limba neerlandeză fiind cele două limbi oficiale. Numele oficial al orașului este Bruxelles în franceză și Brussel în neerlandeză. Franceza este limba majorității populației precum și cea mai utilizată limbă. Din punct de vedere istoric, limba vorbită în Bruxelles era un dialect local al dialectului brabantian al neerlandezei. Până în perioada ocupației franceze din timpul perioadei napoleoniene dialectele flamande erau cele mai utilizate limbi, atât de către administrație cât și de către majoritatea populației, cu toate că franceza era limba aristocrației locale încă din perioada dominației burgunde.
În secolul al XIX-lea odată cu formarea statului belgian și cu facilitarea accesului la educație, numeroși vorbitori de dialecte locale au adoptat franceza în detrimentul neerandezei ca limbă principală. Printre principalele motive se numără prestigiul mai important al francezei la momentul respectiv - marea majoritate a aristocrației flamande era vorbitoare de franceză, iar flamanda era considerată limba claselor inferioare și a mediului rural. Pe lângă aceasta, în acea perioadă în Flandra nu se stabilise statutul limbii standard, nefiind clar dacă aceasta ar trebui să fie limba neerlandeză standard utilizată în Olanda sau un nou standard de codificare pentru limba flamandă. Această incertitudine a reprezentat un factor suplimentar pentru favorizarea francezei.
Actualmente, Regiunea Capitalei Bruxelles este oficial bilingvă franco-neerlandeză. De la abolirea recensămintelor lingvistice în a doua jumătate a secolului XX nu există statistici oficiale cu privire la prima limbă a populației. Estimările actuale situează populația francofonă la aproximativ 50%, cea neerlandofonă la aproximativ 8%, cea bilingvă la aproximativ 10% iar aproximativ 9% reprezintă populația ce devine bilingvă în timpul vieții. Datorită valurilor de emigrație de după cel de-al doilea război mondial și a numărului mare de instituții internaționale situate la Bruxelles, se estimează că aproximativ 20% din populație are o altă limbă ca limbă maternă.
Conform unor statistici efectuate în 2016, 62% din populația orașului provine din străinătate, Bruxelles fiind orașul european cu cel mai mare număr de cetățeni străini (procentual) și pe locul al doilea în lume după Dubai.

## Etimologie
Originea numelui nu este clară. Una dintre posibilități este termenul vechi flamand Bruocsella, ce înseamnă mlaștină (bruoc) și casă (sella), adică "casa din mlaștină".

## Centru belgian și european

### Capitala Belgiei

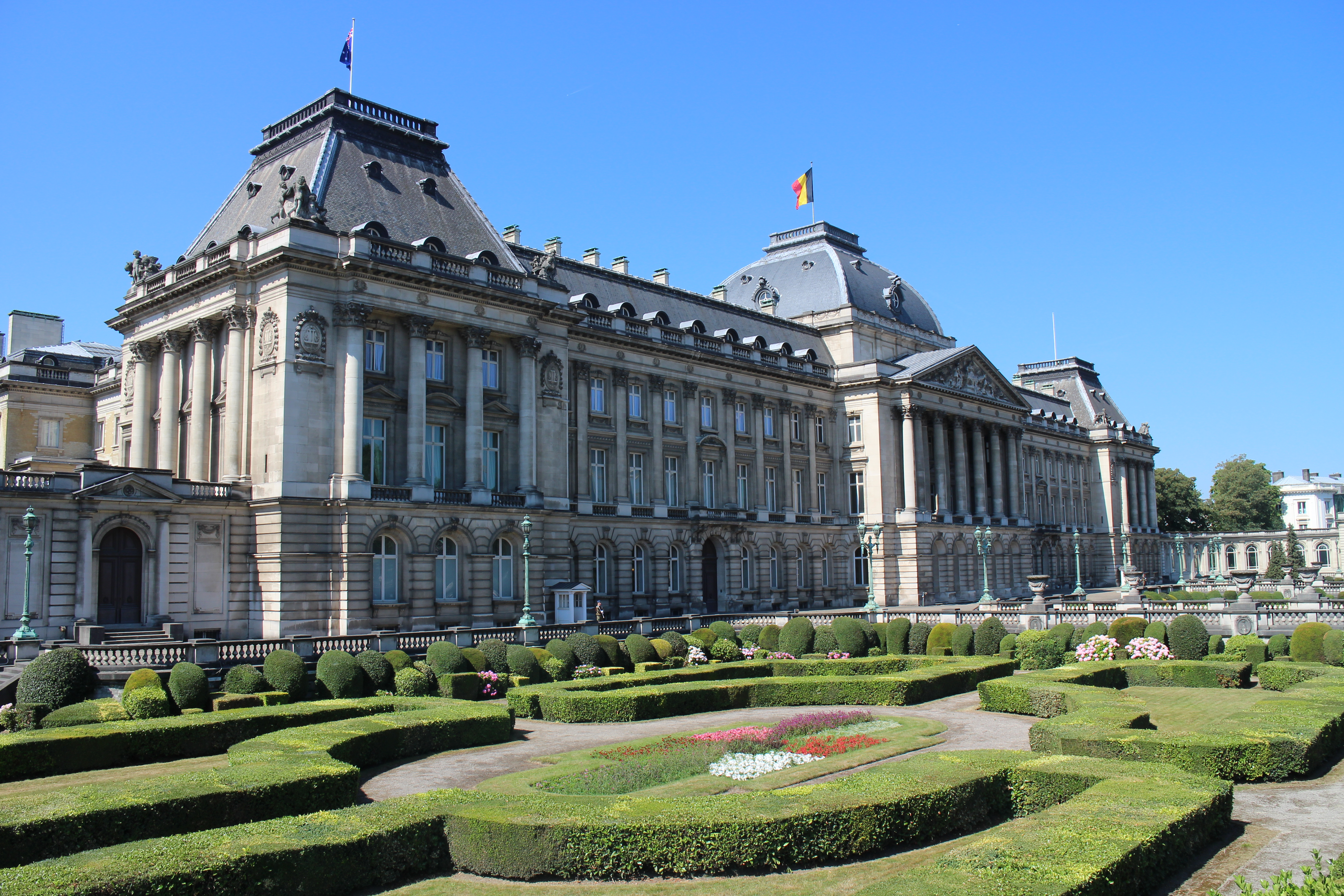
Palatul Regal din Bruxelles

Conform articolului 194 al Constituției Belgiei, capitala statului este Orașul Bruxelles. Cu toate acestea, fondurile alocate de către guvernul federal și regional pentru rolul reprezentativ al capitalei sunt divizate între cele 19 comune, iar unele instituții sunt situate în celelalte 18 comune ale regiunii capitalei. Astfel, cu toate că doar orașul Bruxelles este capitala de jure a țării, întreaga regiune are rolul de facto de capitală.

### Flandra și Comunitatea Franceză
Regiunea Capitalei Bruxelles este una dintre cele trei regiuni federale ale Belgiei, împreună cu Valonia și Flandra. Din punct de vedere geografic și lingvistic este o enclavă bilingvă în regiunea flamandă. Regiunile reprezintă doar o componentă a sistemului federal belgian, cele trei comunități lingvistice reprezentând cea de a doua componentă astfel că locuitorii regiunii Bruxelles relaționează fie cu comunitatea franceză fie cu comunitatea flamandă în chestiuni legate de educație și cultură.
Bruxelles este în același timp capitala comunității franceze (Communauté française de Belgique) și a Flandrei (Vlaanderen); toate instituțiile flamande fiind situate aici: Parlamentul Flamand, Guvernul Flamand și administrația acestuia.

### Centru Internațional
Bruxelles-ul a devenit un centru important a numeroase instituții internaționale, cele mai importante fiind cele ale Uniunii Europene. Regiunea conține de asemenea sediul Organizației Tratatului Atlanticului de Nord și a altor 1000 organizații internaționale și 2000 corporații internaționale. Bruxelles este al treilea oraș ca număr de conferințe internaționale organizate devenind astfel unul dintre cele mai mari centre de reuniuni din lume . Prezența UE și a altor instituții internaționale face ca aici să se afle cei mai mulți ambasadori și jurnaliști din oricare capitală, devansând Washington D.C.. Numeroase școli internaționale au fost înființate aici pentru a deservii această prezență.

#### Uniunea Europeană

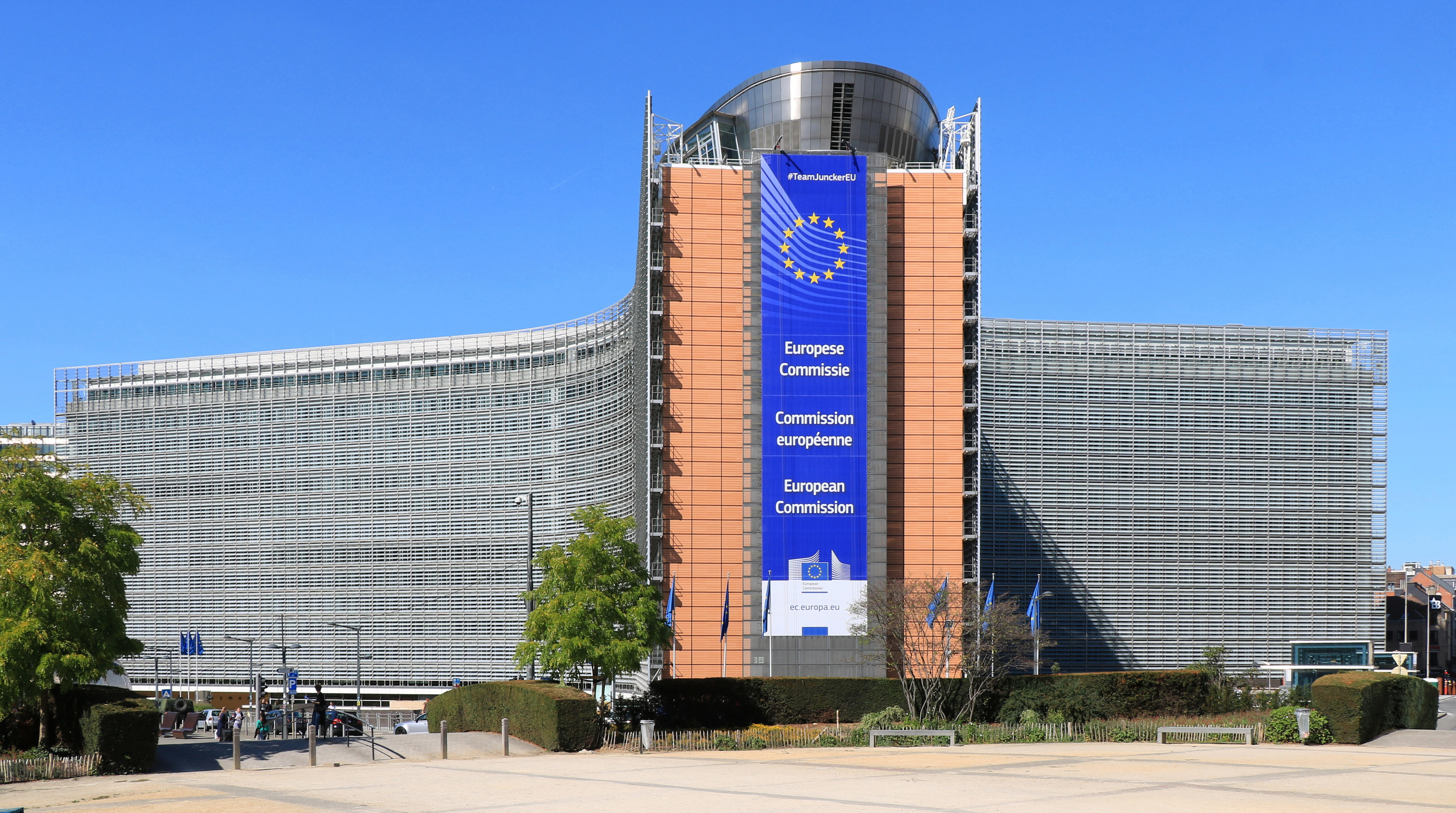
Clădirea Berlaymont.

Bruxelles este considerat ca fiind capitala de facto a Uniunii Europene datorită numărului important de instituții ale Uniunii ce își desfășoară activitatea aici, cu toate că UE nu a declarat nicio capitală oficială. În Bruxelles se află sediile Comisiei Europene (în clădirea Berlaymont) și a Consiliului Uniunii Europene (în clădirea Justus Lipsius situată în fața clădirii Berlyamont). De asemenea, trei sferturi din afacerile Parlamentului European se desfășoară la Bruxelles în zona Espace Léopold (sediul oficial al parlamentului este la is Strasbourg).
Bruxelles-ul a început să găzduiască instituții în 1957, odată cu înființarea Comunității Economice Europene și a Euratom, a căror sedii erau partajate cu Luxemburg. Din motive practice acestea au continuat să își desfășoare activitatea doar la Bruxelles. În 1965 Bruxelles a obținut găzduirea permanentă a Comisiei și Consiliului iar în anii următori Parlamentul și-a crescut prezența aici, cu toate că prin tratate era obligat să își mențină sediul din in Strasbourg. Între 2002 și 2004, Consiliul European și-a fixat sediul în Bruxelles. Actualmente prezența instituțiilor a crescut de factură semnificativă, doar Comisia ocupând peste 865.000m² de birouri în Cartierul European din estul orașului.

## Istorie
Prima menționare a orașului este în jurul anului 700, când Sfântul Vindecean, episcop de Cambrai, s-a îmbolnăvit la Bruxelles, în timpul unei vizite. În secolul al X-lea, Bruxelles era o cetate pe malul Zenei. Brabantul era împărțit în patru grofate, iar cetatea era capitala unuia din cele patru. Zena era navigabilă până la cetate. În secolul al XI-lea Bruxelles era un târg, situându-se pe drumul comercial de la Bruges la Köln. În secolul al XII-lea, contele de Bruxelles devine duce al Brabantului. În 1229, Bruxelles a primit drepturi orășenești de la Henric I de Brabant. Orașul a dobândit și dreptul de a avea conducere proprie, iar industria țesutului a devenit importantă. Către sfârșitul dominației austriece, s-au stabilit la Bruxelles mai multe familii din nobilime. Sub regimul francez rolul de centru al orașului Bruxelles s-a mărit.
La nașterea Belgiei, în 1830, orașul era populat de flamanzii autohtoni, dar și de valoni, germanofoni, precum și de francofoni de origine pariziană. Sub Leopold al II-lea al Belgiei orașul a cunoscut o restructurare importantă datorită numeroaselor clădiri moderne construite pentru administrația națională. În această perioadă s-au amenajat numeroase parcuri și șoselele importante, iar o serie de noi cartiere moderne au fost realizate. La sfârșitul secolului XIX și începutul secolului XX orașul a suferit o intensă presiune de francofonizare ceea ce a dus la apariția unei majorități francofone în oraș.
Bruxelles s-a făcut încetul cu încetul oraș cosmopolit. În anii 1960-1970 s-au stabilit la Bruxelles multe familii imigrante în marea lor majoritate din fostele colonii belgiene precum și din Africa de Nord. În anii 1980-1990, consmopolitizarea a mers mai departe, datorită întregirilor de familii. Printre altele un mare val de imigrație a venit din Europa Centrală.
În 2000, Bruxelles a fost declarat capitală culturală europeană.

## Obiective turistice

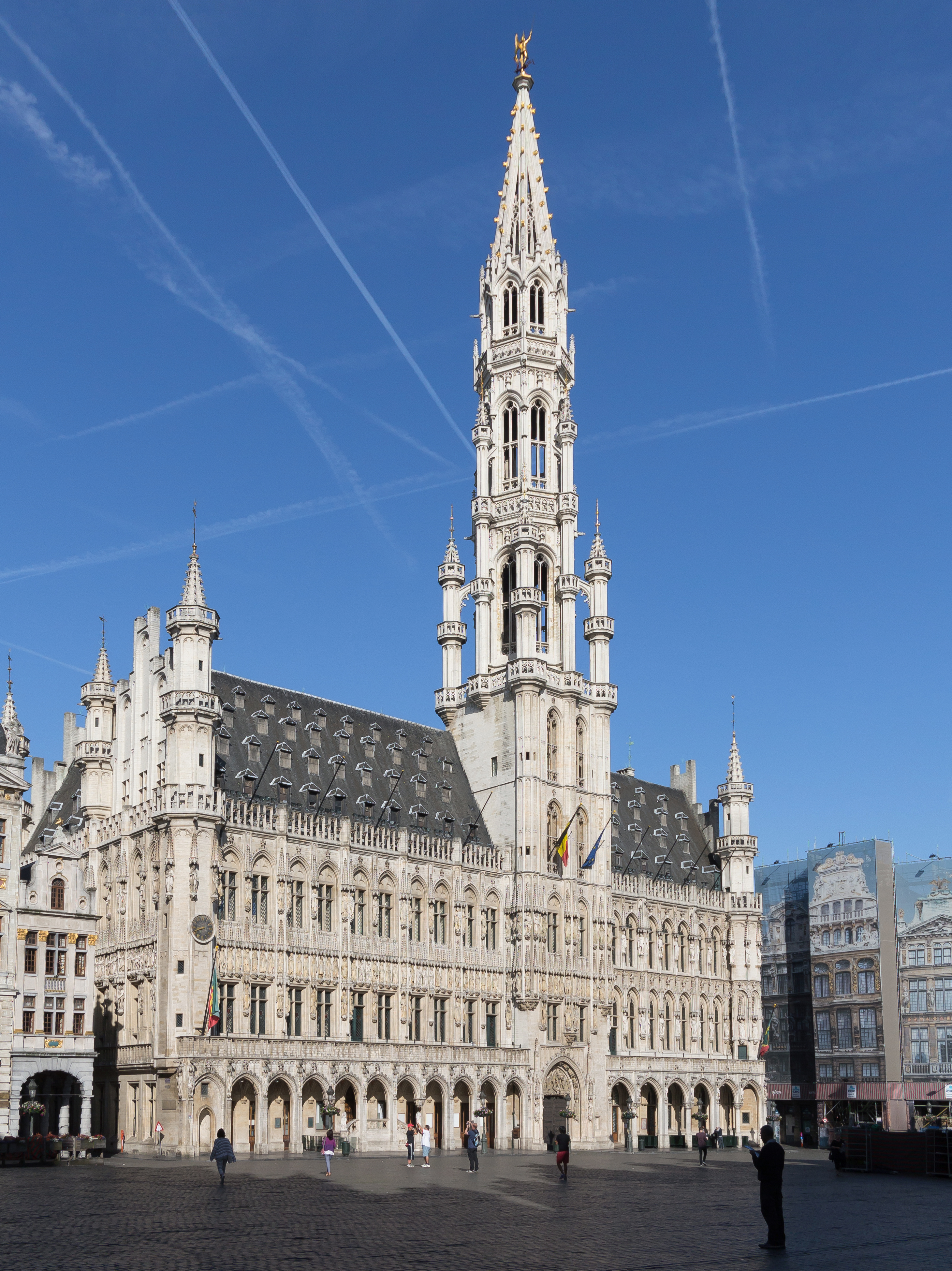
Primăria.

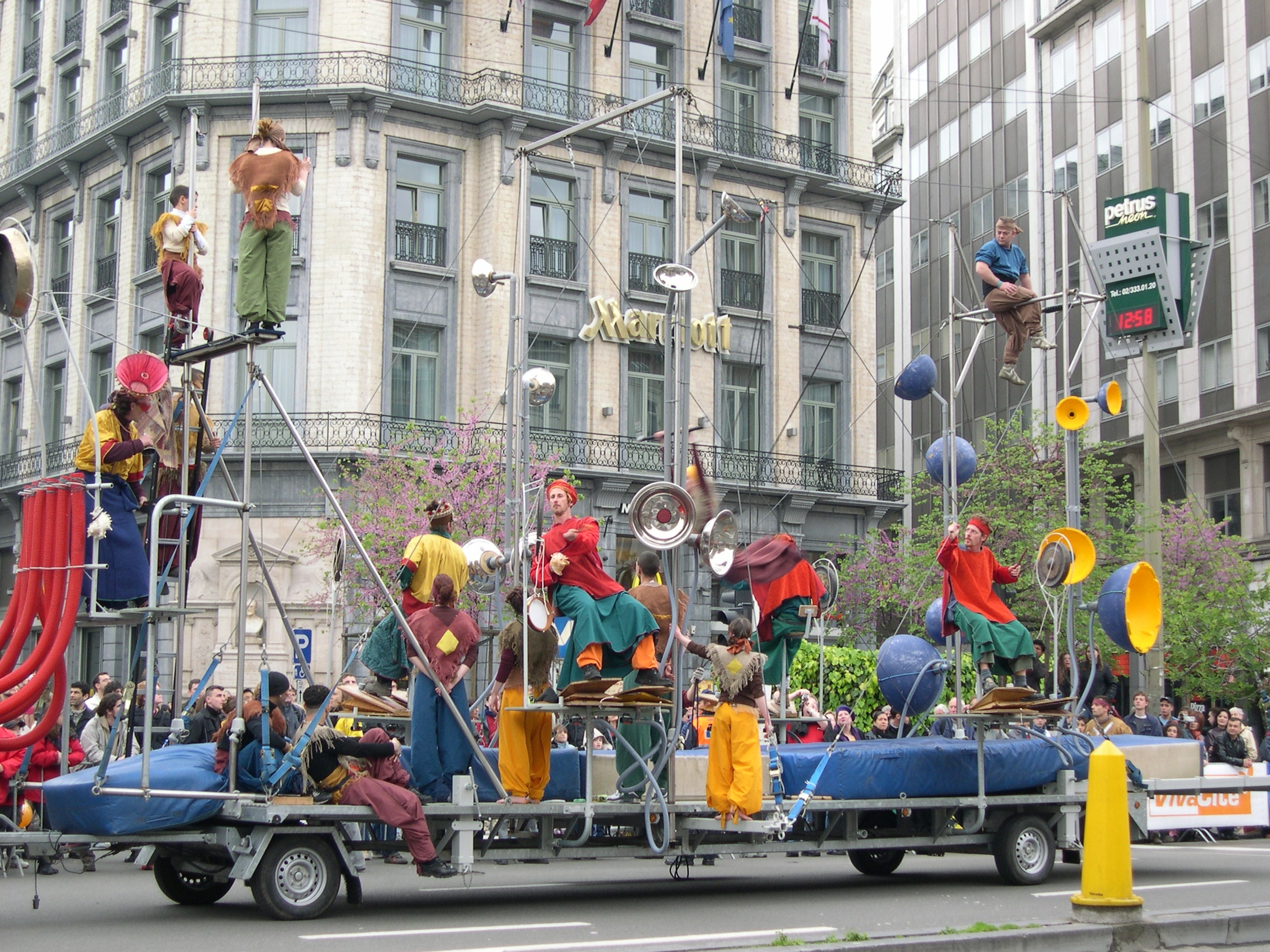
Parada Zinneke, specifică orașului.

- Piața Mare din Bruxelles (franceză Grand Place, neerlandeză Grote Markt),
- Statuia Manneken Pis,
- Atomium este un monument renumit al atomului de fier, mărit de 150 de miliarde de ori. A fost construit cu prilejul Expoziției Mondiale din 1958.
- Teatrul Regal al Monedei. Aici s-a proclamat independența Belgiei în 1830.
- Parcul Jubileului (franceză Parc du Cinquantenaire, neerlandeză Jubelpark) , cuprinzând halele, muzeele, parcul propriu-zis și arcul de triumf; construit cu prilejul sărbătorii de cincizeci de ani de la independența Belgiei.
- Catedrala Sfântul Mihail și Sfânta Gudura.
- Basilica de la Koekelberg, a 5-a din lume ca mărime.
- Cartierul Marolles, cartier popular în Bruxelles, unde se află renumitul talcioc din Bruxelles. Cartierul și-a făcut renumele datorită Palatului Justiției.
- Cartierul le Sablon sau de Zavel, cartierul anticarilor.
- Bruparck (prescurtare de la «Parcul Bruxelles»): aici a avut loc Expo-ul din 1958; astăzi sit de distracții: parcul Mini-Europa, Atomium, restaurante, cinematografe, complexul de produse bio, planetarium.
- Parcul din Laeken: domeniu de 160 ha, cu Palatul din Laeken (reședința regală belgiană), Cripta regală , serele regale, turnul japonez și pavilionul chinezesc.
- Statuia Europe ( Unity in Peace) Arhivat în 23 august 2011, la Wayback Machine.

## Personalități
- Gudura (†712), sfântă, ocrotitoarea orașului.
- Jacques Brel, cântăreț francofon, compozitor și actor.
- René Follet, desenator de benzi desenate.
- Jean Thielemans, supranumit Toots, muzicant, care s-a născut și a copilărit în Bruxelles.
- Johan Verminnen, cântăreț flamand.
- Hergé, creatorul renumitelor serii de benzi desenate Tintin / Kuifje.
- François Schuiten, desenator.
- Victor Hugo a locuit o vreme la Bruxelles.
- Charles Baudelaire a locuit o vreme la Bruxelles.
- Pierre-Joseph Proudhon a locuit o vreme la Bruxelles.
- Karl Marx a locuit o vreme la Bruxelles.
- Constantin Meunier, sculptor.
- Eduard Douwes Dekker (Multatuli) a scris la Bruxelles în 1859 «Max Havelaar».
- Auguste Rodin încă a locuit la Bruxelles.
- Hendrik Conscience a locuit la Bruxelles din 1868 până ce a răposat în 1883.
- Irma Sèthe, violonistă
- Emily și Charlotte Brontë au studiat și predat pentru o vreme la Bruxelles la pensionul profesorului Heger

## Economie
Economia Bruxelles-ului este dominată de activitățile din domeniul serviciilor și a administrației publice. Rolul său de metropolă comercială fac din Bruxelles un mare centru de congrese. De multe ori aceste activități sunt legate de rolul Bruxelles-ului de capitală a Belgiei și a Uniunii Europene:
- instituții internaționale și europene inclusiv serviciile administrative care gravitează în jurul acestora;
- ministere și instituții naționale, federale și regionale;
- sedii sociale a majorității marilor companii belgiene;
- sedii regionale și europene a multor societăți multinaționale;
- numeroase societăți de consiliere, servicii juridice și grupuri de lobby belgiene și europene;
- sectorul hotelier și de turism;
- transport aerian, rutier, feroviar, fluvial;

## Transport

### Legături internaționale
Bruxelles-ul este bine deservit de o rețea feroviară densă. Este un important nod feroviar european, fiind deservit de numeroase trenuri internaționale:
- Thalys asigură legături cu Paris, Amsterdam și Köln;
- Eurostar asigură legătura cu Londra;
- ICE asigură legătura cu Frankfurt;
- TGV asigură legătura cu marile orașe din sudul Franței;
- trenuri Intercity asigură legătura cu Amsterdam, Zürich, Luxemburg și Strasbourg.

Bruxelles-ul este deservit de asemenea de două aeroporturi:
- Aeroportul Internațional Bruxelles Zaventem situat în nordul orașului ce asigură legături cu majoritatea aeroporturilor importante europene și internaționale. Legătura cu orașul Bruxelles este asigurată de mai multe trenuri și autobuze pe oră.
- Aeroportul Charleroi Bruxelles Sud situat la 50 km în sudul orașului, specializat în companiile low-cost. Legătura cu orașul este asigurată de navete rutiere.

### Trenuri
Bruxelles-ul este deservit de mai multe gări ale companiei naționale de transport SNCB/NMBS:
- cele mai importante gări sunt situate pe joncțiunea Nord-Sud:
  - Bruxelles-Sud (Bruxelles-Midi sau Brussel-Zuid) - cea mai importantă gară belgiană, deservind majoritatea legăturilor internaționale;
  - Bruxelles-Central (Brussel-Centraal)
  - Bruxelles-Nord (Brussel-Noord)
- joncțiunea Nord-Sud mai conțineși două gări mai mici deservite mai rar și doar în anumite perioade:
  - Bruxelles-Capela (Chapelle sau Kapellekerk)
  - Bruxelles-Congres
- două gări în Cartierul European pentru legătura spre Namur și Luxemburg
  - Bruxelles-Schuman (Brussel-Schuman)
  - Bruxelles-Luxembourg (Brussel-Luxemburg)
- pe lângă aceste gări, majoritatea comunelor din regiunea capitalei Bruxelles au cel puțin câte o gară.

Trenurile circulă cu o mare regularitate. În general, către orașele belgiene mai importante există trenuri din jumătate în jumătate de oră, iar la ore de vârf chiar din 20 în 20 de minute. Există un proiect de Rețea Expres Regională menită să răspundă problemelor de mobilitate actuale. Acest proiect presupune reabilitarea anumitor porțiuni de linie și crearea unor noi stații. Termenul de punere în funcțiune completă a RER-ului este anul 2016.

### Auto
Bruxelles este foarte bine conectat la rețeaua belgiană de autostrăzi. Pentru deservirea regiunii există o rețea de trei axe periferice principale:
- Ringul: autostrada care înconjură toată regiunea Bruxelles.
- Centura mare: bulevarde ce unesc cele 19 comune.
- Centura mică: Serie de tuneluri și șosele ce înconjoară complet centrul orașului, pe traseul vechilor fortificații medievale. Numeroase intersecții importante poartă încă numele porților de acces în oraș: Poarta Namur, Hal, Ninove, Anderlecht, Louvain, Schaerbeek.

### Transport urban
Transportul urban este asigurat de o rețea densă de tramvaie de suprafață și subterane și de autobuze. Metroul din Bruxelles este format din șase linii cu 69 de stații. Acesta deservește axa est vest și centrul orașului.
Sistemul de gestionare comun al biletelor permite utilizarea acelorași titluri de transport pe rețeaua orașului Bruxelles STIB/MIVB cât și pe legăturile feroviare în interiorul regiunii. Bruxelles este deservit de asemenea și de către societățile de transport ale regiunii flamande De Lijn și a regiunii valone TEC.
Din 2003 la Bruxelles funcționează un serviciu de partajare a automobilelor operat de către o companie germană Cambio împreună cu societatea de transport locală. Din 2006 la Bruxelles funcționează și un serviciu de împrumut de biciclete publice.

## Învățământ

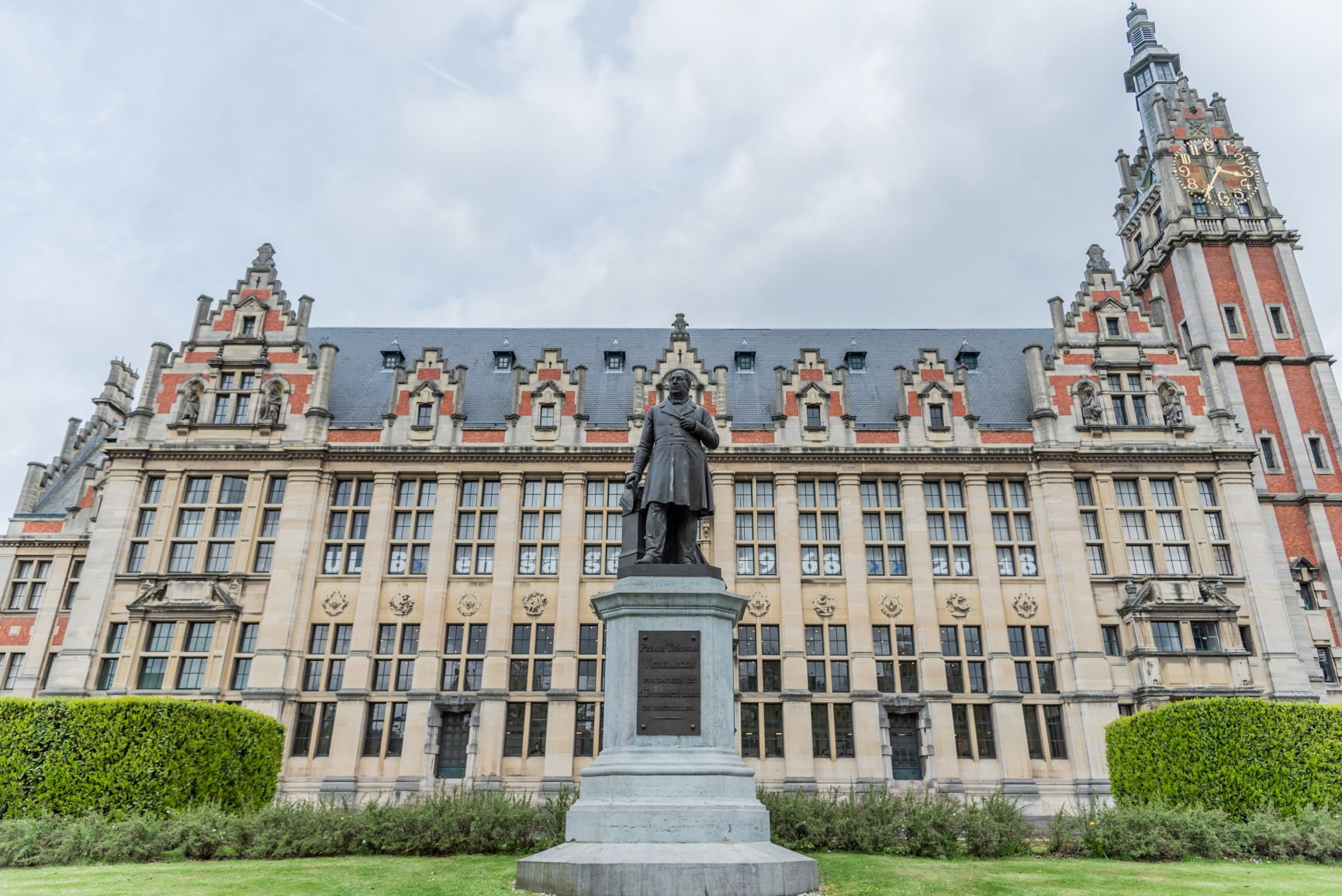
Université Libre de Bruxelles

În Bruxelles există mai multe universități. Cele mai importante sunt Université Libre de Bruxelles, o universitate de limbă franceză cu aproximativ 20.000 de studenți repartizați în trei campusuri în oraș și două în afara acestuia, și Vrije Universiteit Brussel, o universitate de limbă neerlandeză cu aproximativ 10.000 studenți. Ambele uiversități sunt urmașele unei universități fondade în 1834, Universitatea Liberă din Bruxelles, care a fost divizată în 1970 odată cu atribuirea puterilor legislative asupra educației superioare către comunitățile franceze și flamande.
Alte instituții de studii superioare sunt Facultés Universitaires Saint Louis cu 2.000 studenți, Academia Militară regală, și două școli de artă fondate în 1982: Koninklijk Conservatorium de limbă neerlandeză și Conservatoire Royal de limbă franceză.
Datorită prezenței importante a instituțiilor europene în perioada postbelică, există numeroase școli internaționale și europene ce funcționează în paralel cu școlile din sistemele de învățământ belgiene francofon și flamand.

## Orașe înfrățite
- Akhisar, Turcia
- Atlanta, Statele Unite
- Beijing, Republica Populară Chineză
- Berlin, Germania
- Breda, Olanda
- Ljubljana, Slovenia
- Montreal, Canada
- Macao
- Madrid, Spania
- Praga, Republica Cehă
- Washington, D.C., Statele Unite
- Kiev, Ucraina